# Scrancia polyphemus
Scrancia polyphemus är en fjärilsart som beskrevs av Sergius G. Kiriakoff 1962. Scrancia polyphemus ingår i släktet Scrancia och familjen tandspinnare. Inga underarter finns listade.